# Azeglio Bemporad
Azeglio Bemporad (Siena, 19 de marzo de 1875 – Catania, 11 de febrero de 1945) fue un astrónomo y matemático italiano.

## Biografía
Primo del colega Giulio Bemporad, se licenció en Matemáticas en la Escuela Normal Superior de Pisa en 1898. Posteriormente, trabajó como asistente astrónomo en el Observatorio Astronómico de Turín. Entre 1900 y 1903 vivió en el Imperio alemán, concretamente en Heidelberg y Potsdam, interesándose en la mecánica celeste. En 1904 se mudó a Catania, donde fue contratado como profesor de matemáticas en la Universidad local y como asistente astrónomo; en la ciudad siciliana empezó la compilación de un Catálogo astrofotográfico.
En 1912 se volvió director del Observatorio Astronómico de Capodimonte, en Nápoles, introduciendo el estudio de la astrofísica. En 1934 fue contratado como director del Observatorio de Catania. Sin embargo, siendo de origen judío, en 1938 fue despedido debido a las leyes raciales fascistas promulgadas por Mussolini. Tras la caída del fascismo, en 1943 fue reincorporado, aunque no regresó a la actividad.
Fue socio de la Academia Nacional de los Linces, miembro de la Unión Astronómica Internacional y vicepresidente de la Academia Gioenia de Catania. El 10 de junio de 1917, fue nombrado Caballero de la Orden de la Corona de Italia.

## Distinciones honoríficas
- Caballero de la Orden de la Corona de Italia